# Giannina Milli
Giannina Milli, all'anagrafe Giovanna Milli (Teramo, 24 maggio 1825 – Firenze, 8 ottobre 1888), è stata una scrittrice, poetessa e educatrice italiana.
Le sue "serate", durante le quali declamava versi composti all'istante su temi proposti dal pubblico presente in sala, avevano soprattutto lo scopo di accendere gli animi a sentimenti patriottici.

## Biografia
Nata a Teramo, ricevette dalla madre la prima educazione. Dopo i soggiorni a Chieti e a Napoli rientrò dal 1842 nella sua città natale dove ebbe tra gli altri come maestri il letterato Stefano De Martinis e il musicista Camillo Bruschelli.
Tra il 1850 e il 1860 fu a Napoli, in Puglia e in Sicilia, a Roma, a Firenze, a Bologna e infine a Milano, accolta nei più importanti teatri e salotti letterari, sempre incoraggiando alla lotta contro la tirannia e all'impegno per l'Unità d'Italia.
Fu in amicizia e in corrispondenza con intellettuali e politici tra i quali Alessandro Manzoni, il critico letterario Francesco De Sanctis, lo storico Pasquale Villari, i poeti Giovanni Prati e Aleardo Aleardi, il memorialista Luigi Settembrini e lo scrittore Alceste De Lollis; tra le amiche oltre alla contessa Clara Maffei che la ospitò spesso nel suo salotto, anche Luigia Codemo, Eugenia Fortis, Emilia Peruzzi e Cesira Pozzolini, l'avvocato Tommaso Mangani di Livorno.
Visse a lungo a Roma dove fu direttrice didattica e ispettrice ministeriale. Seguì poi in varie città il marito Ferdinando Cassone nominato provveditore agli studi. Ritornò infine nella sua amata Firenze dove morì nell'ottobre del 1888.
Le migliaia di lettere dei suoi epistolari sono conservate in particolare presso la Biblioteca Nazionale Centrale di Firenze e la Biblioteca provinciale Melchiorre Dèlfico di Teramo. Sempre nella biblioteca di Teramo si conserva anche la collezione delle fotografie: quattro album con oltre 400 ritratti d'epoca recanti dediche e pensieri alla Milli rivolti da personaggi della cultura e della politica europea.
A Teramo fu costruita la Scuola Normale femminile, poi Istituto professionale, a lei dedicato. Durante i lavori di restauro del Duomo di Teramo nel 1930, la sua casa natale, posta accanto alla chiesa, fu demolita.

## Opere
Testi e componimenti poetici della Milli sono sparsi in centinaia di pubblicazioni edite in varie parti d'Italia; Poco più che ventenne pubblicò la sua prima raccolta Poesie varie (Teramo, Marsilii, 1848), mentre la più importante fu stampata a Firenze dall'editore Le Monnier in due volumi: Poesie (col discorso di Giovanni Frassi, 1862-1863).